# تسرهونیتسه
تسرهونیتسه (به چکی: Cerhonice) یک منطقهٔ مسکونی در جمهوری چک است که در ناحیه پیسک واقع شده‌است. تسرهونیتسه ۹٫۵۱ کیلومتر مربع مساحت و ۱۳۱ نفر جمعیت دارد و ۴۵۰ متر بالاتر از سطح دریا واقع شده‌است.